# Sinadoxa
Sinadoxa, biljni rod iz porodice moškovičevki kojoj pripadaju svega jedna vrsta, to je S. corydalifolia, kineski endem iz južnog  Qinghaia
Zeljasta trajnica. Stabljike 1-4, uspravna ili uzdižuća, zelena, visoka 10-25 cm, promjera 3-5 mm. Raste na visinama od 3900-4800 m.

## Sinonimi
- Adoxa corydalifolia (C.Y.Wu, Z.L.Wu & R.F.Huang) Christenh. & Byng